# 特里迪加
特里迪加（英語：Tredegar）是位於英國威爾斯南部的一座城鎮，是南威爾斯早期工業革命的中心城市。美國維吉尼亞州里奇蒙的特雷迪加煉鐵廠的名稱就是來源於紀念特雷迪加。特雷迪加在歷史上曾經發生過三次大規模暴動。

## 外部連結
- Tredegar town website （页面存档备份，存于）
- Eiddil Gwent's history of Tredegar
- B. Gardner's history of Tredegar and other information
- Monumental Inscriptions for Tredegar （页面存档备份，存于）
- Aerial photograph of Tredegar in 1999[永久]
- Tredegar Town Council （页面存档备份，存于）